# Hypsibema missouriensis
Hypsibema missouriensis (/ˌhɪpsɪˈbiːmə mɪˌzʊəriˈɛnsɪs/; originalmente Neosaurus missouriensis, renombrado primero como Parrosaurus missouriensis, también escrito Hypsibema missouriense) es una especie de dinosaurio herbívoro del género Hypsibema y el dinosaurio oficial del estado estadounidense de Misuri.  Es uno de los pocos dinosaurios oficiales de un estado, y sus huesos fueron descubiertos en 1942 en lo que más tarde se conocería como el yacimiento de dinosaurios Chronister, cerca de Glen Allen, Misuri.   Los restos de Hypsibema missouriensis encontrados en el yacimiento, que supusieron el primer descubrimiento conocido de restos de dinosaurios en Misuri, son los únicos que se han encontrado hasta la fecha. Aunque en un principio se pensó que era un saurópodo, estudios posteriores determinaron que se trataba de un hadrosaurio, o dinosaurio "pico de pato", cuyo hocico se asemeja al pico de los patos. Algunos de los huesos de la especie encontrados en el yacimiento de dinosaurios Chronister se conservan en el Instituto Smithsoniano de Washington D. C.

## Descubrimiento y denominación
Los restos de Hypsibema missouriensis fueron descubiertos por primera vez en el condado de Bollinger, Misuri, por miembros de la familia Chronister mientras excavaban un aljibe, y posteriormente fueron recogidos por Stewart. En 1942, Stewart, del Servicio Geológico de Misuri, estaba examinando arcilla cerca de Glen Allen cuando se encontró con un niño que lo llevó hasta la familia que estaba excavando.Según Stewart, la propietaria del terreno, Lulu Chronister, había encontrado varios huesos "inusuales" mientras excavaba y los había guardado. Se encontraron a unos 2,4 m de profundidad en el pozo de los Chronister, que tenía una profundidad total de 7,3 m, "incrustados en arcilla plástica negra".Stewart informó de su descubrimiento al Instituto Smithsoniano, que compró los restos —trece vértebras de la cola de un dinosaurio— a Chronister por 50 dólares, que más tarde se utilizaron para comprar una vaca. También se recuperaron otros dos huesos, de tipo desconocido, del yacimiento, mientras que Lulu Chronister había regalado otra vértebra a un amigo. En el Instituto Smithsoniano se analizaron los huesos, pero se identificó incorrectamente la especie a la que pertenecían.
El yacimiento donde se encontraron los huesos permaneció prácticamente intacto para los paleontólogos hasta alrededor de los años 70 y 90, cuando se reanudaron las excavaciones.También se han encontrado restos de otros dinosaurios, peces, tortugas y plantas, incluidos dientes pertenecientes a un miembro de los tiranosáuridos. También se han desenterrado fragmentos óseos de un dromeosáurido en esta zona.También se han encontrado otras partes de H. missouriensis, incluidos restos dentales y parte de una mandíbula.La variedad de restos faunísticos encontrados en el yacimiento de Chronister sugiere que en su día existió una gran masa de agua cerca de la zona.

### Geología del yacimiento

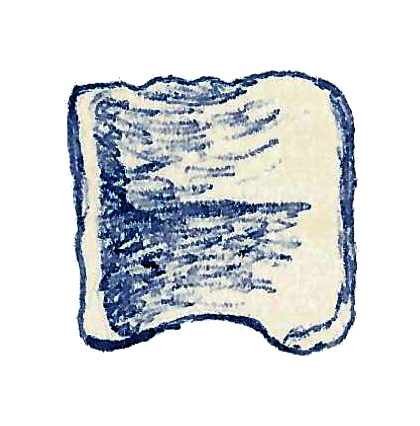
Vértebra

Un paleontólogo de St. Louis que trabaja actualmente en el yacimiento dijo que era "prácticamente un milagro" que se encontraran huesos de dinosaurio en Misuri, ya que el suelo blando del estado ha provocado el deterioro de la mayoría de los restos prehistóricos. Sin embargo, algunos de los restos encontrados han sido dañados por la erosión y otros procesos. Aunque gran parte de Misuri se asienta sobre rocas de las eras Paleozoica o Precámbrica, el yacimiento Chronister se encuentra sobre roca Mesozoica.Stewart, que encontró los huesos tras ser asignado para estudiar los orígenes de la arcilla en la parte sureste de los Ozarks, pudo concluir que parte de la región se asienta sobre depósitos del período Cretácico Superior, aunque gran parte de los sedimentos de ese período se han erosionado.
La familia Chronister excavó el pozo (que finalmente abandonaron al no poder proporcionar suficiente agua) justo al suroeste de su granja, sobre un cuerpo de piedra caliza. La granja estaba situada cerca del fondo de un valle escarpado, sobre los restos de una terraza. Stewart describió la capa de arcilla en la que se encontraron los huesos como de 2,7 m de espesor, situada debajo de 2,1 m de arcilla y grava de color amarillo-marrón en la superficie, y encima de una densa masa de piedra caliza. Las interpretaciones anteriores del yacimiento concluían que se trataba de un depósito menor de arcilla en un sumidero; sin embargo, los taxones acuáticos recuperados del depósito, como la tortuga Trionyx, sugieren un entorno lacustre de llanura costera.
| Clase          | Orden         | Familia         | Género       | Especie     |
| -------------- | ------------- | --------------- | ------------ | ----------- |
| Chondrichthyes | Hybodontoidea | Hybodontidae    | Lissodus     | sp.         |
| Chondrichthyes | Batoidea      | Desconocido     | Desconocido  | Desconocido |
| Osteichthyes   | Semionotoidea | Lepisosteidae   | Lepisosteus  | sp.         |
| Osteichthyes   | Amioidea      | Amiidae         | Platacodon   | nanus       |
| Reptilia       | Chelonia      | Dermatemydidae  | Naomichelys  | speciosa    |
| Reptilia       | Chelonia      | Trionychidae    | Trionyx      | sp.         |
| Reptilia       | Crocodylia    | Crocodylidae    | Leidyosuchus | sp.         |
| Reptilia       | Saurischia    | Ornithomimidae  | Desconocido  | Desconocido |
| Reptilia       | Saurischia    | Tyrannosauridae | Desconocido  | Desconocido |
|                | Saurischia    | Dromaeosauridae | Desconocido  | Desconocido |

Aunque este yacimiento data del Cretácico tardío, se han encontrado varias variedades de sedimentos paleozoicos asociados a las arcillas que contienen huesos; los geólogos que estudian el yacimiento han identificado material procedente de las calizas Plattin y Kimmswick del Ordovícico medio, la formación Maquoketa del Ordovícico tardío, las calizas del Grupo Bainbridge del Silúrico temprano y las calizas de la formación Bailey del Devónico temprano. Estos sedimentos son similares, tanto en composición como en edad, a los sedimentos encontrados en las estructuras de Marble Hill y Glen Allen y, muy probablemente, están relacionados tectónicamente. Se han encontrado huellas de hojas del Cretácico tardío en arcillas laminadas del Cretácico en la estructura de Marble Hill, pero no se ha recuperado ningún material vertebrado.

### Identificación
Gilmore, del Smithsonian, junto con Stewart, describió por primera vez la especie como un saurópodo en la edición de enero de 1945 de la revista Journal of Paleontology,una clasificación errónea y sin pruebas concluyentes.Gilmore solo consideró la especie como un saurópodo por proceso de eliminación; cuando se quedó con las posibilidades de Hadrosauridae y Sauropoda, descartó la primera diciendo: "Las vértebras más alargadas del espécimen de Chronister, con la posible excepción de Hypsibema crassicauda Cope, y la presencia de facetas en forma de chevrón solo en el extremo posterior parecen suficientes para demostrar que estas vértebras no pertenecen a un miembro de los Hadrosauridae".
La especie, llamada inicialmente Neosaurus missouriensis, fue renombrada como Parrosaurus missouriensis más tarde ese mismo año por Gilmore y Stewartdebido a que el nombre "Neosaurus" ya estaba en uso.Sin embargo, Gilmore falleció poco después y los huesos permanecieron intactos durante varias décadas.
El Parrosaurus missouriensis fue trasladado una vez más en 1979, al género Hypsibema, esta vez por Donald Baird y John R. Horner. A finales de la década de 1970, Bruce L. Stinchcomb, geólogo, viajó al yacimiento de Chronister después de leer el informe de Gilmore de la década de 1950. Consiguió comprar la propiedad a un miembro de la familia Chronister y, en la década de 1980, Stinchcomb, David Parris y Barbara Grandstaff realizaron excavaciones de prueba que les llevaron a concluir que el H. missouriensis era en realidad un hadrosaurio y no un saurópodo. Thomas Holtz ha sugerido volver a denominar a esta especie Parrosaurus.En 2018, algunos paleontólogos decidieron que Parrosaurus era efectivamente un género válido de dinosaurio.

### Nuevos restos
En 2011, el paleontólogo Guy Darrough encontró los restos de un ejemplar juvenil en un lugar no revelado.En 2016 y 2017 se encontraron cuatro nuevos especímenes de Hypsibema missouriensis. Fueron excavados por él y por personal del Museo Field de Historia Natural, como Peter Makovicky, antes de que los adultos fueran al Museo Field y el juvenil al Centro de Aprendizaje del Museo Sainte Genevieve en Ste. Genevieve, donde Darrough trabaja como conservador, y donde se exhibirá en una nueva exposición.

## Características

Comparación de tamaños

Se estima que esta especie tenía alrededor de 1000 dientes pequeños,pesaba entre 3 y 4 toneladas cortas (2,7-3,6 t)(aproximadamente lo mismo que un elefante actual), medía 3 metros de altura en la espalda y tenía una longitud de entre 9,1 y 10,7 metros desde la cabeza hasta la cola. El H. missouriensis vivió en lo que hoy es el sureste de Misuri durante el Campaniensedel Cretácico Superior. No era una especie carnívora; sin embargo, sus dientes eran más serrados que los de otros hadrosaurios, lo que indica que la vegetación de Misuri en aquella época era muy áspera o dura.
El paleontólogo Charles Whitney Gilmore y el geólogo Dan R. Stewart describieron las vértebras caudales recuperadas en Misuri en un informe de 1945 publicado en el Journal of Paleontology, en el que escribieron: "Vértebras caudales anficélicas; centros más largos que anchos; extremos con áreas centrales cóncavas decoradas con crestas y depresiones radiales rodeadas por un borde periférico aplanado; facetas en forma de chevrón solo en los extremos posteriores". De los trece huesos de la cola de un adulto, doce parecían ser consecutivos, y el centro más pequeño tenía 69 milímetros (2,7 pulgadas) de largo.

## Designación como dinosaurio del estado
El 21 de enero de 2004,los representantes estatales Rod Jetton y Jason Crowell presentaron un proyecto de ley en la Cámara de Representantes de Misuri. Jetton había propuesto inicialmente el hadrosaurio como dinosaurio del estado, pero no era lo suficientemente específico, por lo que el Comité de Conservación y Recursos Naturales de la Cámara se decantó por el Hypsibema missouriensis. El proyecto de ley se envió entonces a la 92.ª Asamblea General de Misuri.Fue aprobado por la Cámara de Representantes de Misuri el 8 de marzo de 2004, con 147 votos a favor y 4 en contra,por el Senado de Misuri el 14 de mayo de 2004, con 34 votos a favor y ninguno en contra,y fue aprobado por el entonces gobernador Bob Holden el 9 de julio de 2004. El proyecto de ley, House Bill 1209, entró en vigor el 28 de agosto de 2004.Misuri se convirtió en el sexto estado de EE. UU. en designar un dinosaurio oficial, después de Colorado, Maryland, Nueva Jersey, Texas y Wyoming, así como el Distrito de Columbia.

## Impacto local
En 2005, representantes de empresas del condado de Bollinger y funcionarios del gobierno local se reunieron con el fin de generar más ingresos y se les ocurrió una campaña turística centrada en los dinosaurios. Algunas empresas contribuyeron a la creación de una valla publicitaria junto a la Interestatal 55 que anunciaba: "Condado de Bollinger, hogar del dinosaurio de Misuri". El Museo de Historia Natural del condado de Bollinger, que exhibe algunos de los huesos encontrados, ha afirmado que su exposición sobre la especie ha atraído a turistas de otras partes de Estados Unidos,y el museo afirma que la designación del H. missouriensis como dinosaurio del estado ha triplicado el número de visitantes.
En marzo de 2008, se completó la construcción de un modelo a tamaño real de un H. missouriensis, que se expuso en el museo. Jetton, entonces presidente de la Cámara de Representantes de Misuri, patrocinó una cena para los legisladores estatales con motivo de la finalización de la exposición el 7 de marzo de 2008.El proyecto, de dos años de duración, fue dirigido por Darrough, que también se encargó de las excavaciones en el yacimiento de Chronister, y es la única exposición permanente de un museo que muestra esta especie. En la inauguración de la exposición, Jetton mencionó que esperaba que el yacimiento formara parte algún día de un parque estatal.Actualmente, la excavación está siendo llevada a cabo por el Missouri Ozark Dinosaur Project.El yacimiento ha sido cubierto para evitar que el agua fluya sobre el material excavado. El yacimiento Chronister, cerca de Glen Allen, actualmente propiedad privadade Stinchcomb,es el único lugar de Misuri donde se han encontrado huesos de dinosaurios.